# Rød løber
Rød løber er en rød måtte/ et rødt tæppe som rulles ud, hvor prominente gæster skal gå, særlig brugt til statsoverhoveder, filmstjerner og andre VIP-er. Rød løber er også normalt ved indgangen til hoteller. Rød løber bruges også til at markere åbningen af en ny bygning eller lignende.

## Statsoverhoveder
Det er normalt at kongelige, præsidenter, statsministre og andre vigtige repræsentanter fra andres lande ønskes velkommen til et nyt land ved en rød løber fra flyet. Der er normalt også rød løber ind til slot og præsidentpaladser.
- Den røde løber rulles ud foran Air Force One
- Chiles præsident Sebastián Piñera ankommer Paris i 2010
- Japans statsminister Junichiro Koizumi hilses velkommen på den røde løber
- USAs præsident George W. Bush tager imod pave Pave Benedikt 16. i 2008
- USAs præsident George W. Bush og Ruslands præsident Vladimir Putin i Det hvide hus, 2001

## Prisuddelinger / modebranchen
Under film-, TV- og musikprisuddelinger er det at vise sig på den røde løber i fint tøj en stor del af selve prisuddelingen. Foran store prisuddelinger som Oscar og Filmfestivalen i Cannes starter tv-sendingerne flere timer før prisuddelingerne begynder for at filme når gæster, prisuddelere og nominerede viser sig på den røde løber. De fleste avisredaktioner trykker også egne reportager fra den røde løber hvor kjoler, smykker, sko og andet tilbehør står i fokus.
- Stor rød løber under Filmfestivalen i Cannes
- Indgangen til Universal Studios
- Diane Kruger på Filmfestivalen i Venezia, 2009
- Rød løber foran indgangen til Filmfestivalen i Venezia